# 게오르요스 다시오스
게오르요스 다시오스(그리스어: Γεώργιος Ντάσιος; 1983년 5월 12일 ~ )는 그리스의 전 축구선수이다.

## 클럽 경력
이오아니나에서 태어나, 다시오스는 그의 경력을 거의 이오아니나 FC에서 활동했고, 팀의 주장으로서도 선택되었다. 2014-15시즌이 끝나고, 그는 이오아니나 FC에서 총 299번의 출장 수를 기록하였다. 그리고 그의 경력 내내, 11골을 기록하기도 하였다. 그의 계약은 2015년 6월 30일 재계약이 되지 않고 만료가 되었다.
2015년 8월 6일, 다시오스는 올림피아코스 볼로우와 계약을 맺었다. 그는 리그에서 9번을 뛰었고, 컵에서 1번 출장했다.
2016년 1월 29일, 다시오스는 라미아와 새 계약을 맺었다.
2016년 7월 29일, 다시오스는 아폴론 스미르니와 새 계약을 맺었다.